# جون هوبكينز (أكاديمي)
جون هوبكينز (بالإنجليزية: John Hopkins)‏ هو أكاديمي بريطاني، ولد في 16 ديسمبر 1936 في همسوورث ‏ في المملكة المتحدة، وتوفي في 19 سبتمبر 2018.